# Wadelheim-Bentlage
Koordinaten: 52° 17′ 14″ N, 7° 22′ 20″ O
Das Naturschutzgebiet Wadelheim-Bentlage liegt auf dem Gebiet der Gemeinde Neuenkirchen und der Stadt Rheine im Kreis Steinfurt in Nordrhein-Westfalen. Das aus vier Teilflächen bestehende Gebiet erstreckt sich nördlich des Kernortes Neuenkirchen und westlich der Kernstadt Rheine. Am westlichen Rand des Gebietes verläuft die Landesgrenze zu Niedersachsen, nördlich verläuft die Landesstraße L 501, östlich erstreckt sich der Flugplatz Rheine-Bentlage und verläuft die B 70.

## Bedeutung
Für Neuenkirchen und Rheine ist seit 1988 ein 56,49 ha großes Gebiet unter der Kenn-Nummer ST-015 als Naturschutzgebiet ausgewiesen.
Das Gebiet wurde unter Schutz gestellt zur Erhaltung und Entwicklung 
- und Wiederherstellung von Lebensgemeinschaften und Biotopen, insbesondere von Pflanzen und Pflanzengesellschaften des offenen Wassers und des feuchten Grünlandes sowie von seltenen und z. T. stark gefährdeten landschaftsraumtypischen Pflanzen- und Tierarten u. a. von seltenen, zum Teil gefährdeten Wat- und Wiesenvögeln, Amphibien und Wirbellosen,
- eines Feuchtwiesenbereiches als Rast- und Überwinterungsgebiet sowie bedeutsames Brutgebiet für zahlreiche, z. T. stark gefährdete Vogelarten.